# الثيمرة (الملاح)

تعديل مصدري - تعديل

الثيمرة هي إحدى قرى عزلة الملاح بمديرية الملاح التابعة لمحافظة لحج، بلغ تعداد سكانها 331 نسمة حسب تعداد اليمن لعام 2004.